# Bembidion cillenoides
Bembidion cillenoides es una especie de escarabajo del género Bembidion, familia Carabidae. Fue descrita científicamente por Jensen-Haarup en 1910.
Habita en Argentina.